# Ollie Kirkby
Ollie Kirkby (Filadelfia, 26 settembre 1886 – Glendale, 7 ottobre 1964) è stata un'attrice statunitense del cinema muto, nota anche con i nomi alternativi Ollie Kirby, Ollie Kirke e Olive Kirby.

## Biografia
Attrice teatrale e di vaudeville, lavorò al cinema con la Kalem Company, ricoprendo spesso - negli anni dieci - ruoli da protagonista nei film a uno o due rulli della casa newyorkese. Nella sua carriera cinematografica, durata fino al 1926, girò circa un centinaio di pellicole.
Era sposata con l'attore George Larkin. Il matrimonio venne celebrato nel 1918 e durò fino al 1946, l'anno della morte di Larkin.
Morì, all'età di 78 anni, il 7 ottobre 1964 a Glendale in seguito a una polmonite.

## Filmografia
- The Girl and the Gangster - cortometraggio (1913)
- The Wiles of a Siren - cortometraggio (1914)
- The Potter and the Clay, regia di George Melford - cortometraggio (1914)
- The Key to Yesterday, regia di John Francis Dillon (1914)
- The Last Chapter, regia di William Desmond Taylor (1914)
- Fanciulla detective (The Girl Detective), regia di James W. Horne - serial (1915)
- The Trap Door, regia di James W. Horne (1915)
- The Voice from the Taxi, regia di James W. Horne (1915)
- The Tattooed Hand, regia di James W. Horne (1915)
- The Clairvoyant Swindlers, regia di James W. Horne (1915)
- Scotty Weed's Alibi, regia di James W. Horne (1915)
- The Closed Door, regia di James W. Horne - cortometraggio (1915)
- The Figure in Black, regia di James W. Horne (1915)
- The Money Leeches, regia di James W. Horne (1915)
- The Vanishing Vases, regia di James W. Horne - cortometraggio (1915)
- The Accomplice, regia di James W. Horne (1915)
- The Frame-Up, regia di James W. Horne - cortometraggio (1915)
- The Straight and Narrow Path, regia di James W. Horne - cortometraggio (1915)
- The Strangler's Cord, regia di James W. Horne - cortometraggio (1915)
- Mysteries of the Grand Hotel, regia di James W. Horne - serial (1915)
- The Disappearing Necklace, regia di James W. Horne - cortometraggio (1915)
- The Secret Code, regia di James W. Horne - cortometraggio (1915)
- The Riddle of the Rings, regia di James W. Horne - cortometraggio (1915)
- The Substituted Jewel, regia di James W. Horne - cortometraggio (1915)
- The Barnstormers, regia di James W. Horne (1915)
- The False Clue, regia di James W. Horne - cortometraggio (1915)
- The Wolf's Prey
- The Man on Watch, regia di James W. Horne - cortometraggio (1915)
- The Man in Irons, regia di James W. Horne - cortometraggio (1915)
- Stingaree, regia di James W. Horne - serial (1915)
- An Enemy of Mankind, regia di James W. Horne (1915)
- A Voice in the Wilderness, regia di James W. Horne (1915)
- The Black Hole of Glenrenald, regia di James W. Horne (1915)
- To the Vile Dust, regia di James W. Horne (1915)
- A Bushranger at Bay, regia di James W. Horne (1915)
- The Taking of Stingaree, regia di James W. Horne (1915)
- The Honor of the Road, regia di James W. Horne (1916)
- The Purification of Mulfers, regia di James W. Horne (1916)
- The Duel in the Desert, regia di James W. Horne (1916)
- The Villain Worshipper, regia di James W. Horne (1916)
- The Moth and the Star, regia di James W. Horne (1916)
- The Social Pirates, regia di James W. Horne - serial (1916)
- The Little Monte Carlo, regia di James W. Horne (1916)
- The Corsican Sisters, regia di James W. Horne (1916)
- The Parasite, regia di James W. Horne (1916)
- The War of Wits, regia di James W. Horne (1916)
- The Millionaire Plunger, regia di James W. Horne (1916)
- The Master Swindlers, regia di James W. Horne (1916)
- The Rogue's Nemesis, regia di James W. Horne (1916)
- Sauce for the Gander, regia di James W. Horne (1916)
- The Missing Millionaire, regia di James W. Horne (1916)
- Unmasking a Rascal, regia di James W. Horne (1916)
- The Fangs of the Tattler, regia di James W. Horne (1916)
- The Disappearance of Helen Mintern, regia di James W. Horne (1916)
- In the Service of the State, regia di James W. Horne (1916)
- The Music Swindlers, regia di James W. Horne (1916)
- Black Magic, regia di James W. Horne (1916)
- The Code Letter, regia di Robert Ellis - cortometraggio (1916)
- Grant, Police Reporter, regia di Robert Ellis - cortometraggio (1916)
- The Missing Heiress, regia di Robert Ellis - cortometraggio (1916)
- The Pencil Clue, regia di Robert Ellis - cortometraggio (1916)
- The Man from Yukon, regia di Robert Ellis - cortometraggio (1916)
- The Rogue's Pawn, regia di Robert Ellis - cortometraggio (1916)
- The House of Three Deuces, regia di Robert Ellis - cortometraggio (1916)
- The Wizard's Plot, regia di Robert Ellis - cortometraggio (1916)
- The Trunk Mystery, regia di Robert Ellis - cortometraggio (1916)
- The Menace, regia di Robert Ellis - cortometraggio (1916)
- The Tiger's Claw, regia di Robert Ellis - cortometraggio (1916)
- A Mission of State, regia di Robert Ellis - cortometraggio (1916)
- The House of Secrets
- The Trail of Graft, regia di Robert Ellis - cortometraggio (1917)
- The Black Circle, regia di Robert Ellis - cortometraggio (1917)
- The Violet Ray, regia di Robert Ellis - cortometraggio (1917)
- The Trap, regia di Robert Ellis - cortometraggio (1917)
- The Net of Intrigue, regia di Robert Ellis - cortometraggio (1917)
- The Screened Vault, regia di Robert Ellis - cortometraggio (1917)
- Winged Diamonds, regia di Robert Ellis - cortometraggio (1917)
- The Mirror of Fear, regia di Robert Ellis - cortometraggio (1917)
- In the Web of the Spider, regia di Robert Ellis - cortometraggio (1917)
- The Vanishing Bishop, regia di Robert Ellis - cortometraggio (1917)
- The Missing Financier, regia di Robert Ellis - cortometraggio (1917)
- The Secret of the Borgias, regia di Robert Ellis - cortometraggio (1917)
- The Veiled Thunderbolt, regia di Robert Ellis - cortometraggio (1917)
- The Further Adventures of Stingaree, regia di Paul C. Hurst  - serial (1917)
- Mystery of Room 422, regia di Robert Ellis - cortometraggio (1917)
- A Deal in Bonds, regia di Robert Ellis - cortometraggio (1917)
- The Man with the Limp, regia di Robert Ellis - cortometraggio (1917)
- The Fringe of Society, regia di Robert Ellis - cortometraggio (1917)
- Sign of the Scarf, regia di Robert Ellis - cortometraggio (1917)
- Tango Cavalier, regia di Charles R. Seeling (1923)
- Mysterious Goods, regia di Charles R. Seeling (1923)
- Gentleman Unafraid (1923)
- The Apache Dancer, regia di Charles R. Seeling (1923)
- Stop at Nothing, regia di Charles R. Seeling (1924)
- Yankee Madness, regia di Charles R. Seeling (1924)
- Midnight Secrets, regia di Jack Nelson (1924)
- The Pell Street Mystery, regia di Joseph Franz (1924)
- Getting 'Em Right, regia di Jack Harvey (come John Harvey)) (1925)
- Never Too Late, regia di Forrest Sheldon (1925)
- Silver Fingers, regia di J.P. McGowan (1926)
- Modern Youth, regia di Jack Nelson (1926)